# Orthriophis
Orthriophis är ett släkte av ormar som ingår i familjen snokar.
Arterna är med en längd av 1,5 till 3 meter medelstora till stora ormar. De förekommer i Sydostasien, inklusive Indien och södra Kina. Habitatet varierar mellan skogar och kulturlandskap. Dessa ormar jagar främst små däggdjur. Honor lägger ägg.
Arter enligt Catalogue of Life:
- Orthriophis cantoris
- Orthriophis hodgsoni
- Orthriophis moellendorffi
- Orthriophis taeniurus

Släktets medlemmar infogas av The Reptile Database i släktet Elaphe.